# Ortaköy (Aksaray)
Ortaköy ist eine Stadt und ein Landkreis in der türkischen Provinz Aksaray. Der Landkreis liegt im Norden der Provinz und grenzt an die Provinzen Kırşehir und Nevşehir. Er wurde bereits 1957 gebildet und besteht aus der Kreisstadt (knapp 64 % der Landkreisbevölkerung) und 30 Dörfern, von denen 13 mehr als 387 Einwohner (Durchschnitt) haben. Harmandalı (1095) und Sarıkaraman (1047) sind die größten Dörfer. Der Kreis hat nach dem südlicher gelegenen zentralen Landkreis (Merkez) die zweithöchste Bevölkerungszahl.